# Муса ал-Садр
Аятолах Муса ал-Садр (на арабски: لسيد موسى الصدر‎; на персийски: سيد موسى صدر) е ирански и ливански политически и шиитски лидер, богослов и философ.

## Ранна дейност
Роден е в Кум, в семейството на аятолах Сеид Садрудин ал-Садр. Завършва училище в същия град, а след това заминава за Техеран, където успешно следва в университета политология и фикх през 1956 г.
Садр също учи в Надаф, където наставници са му аятолах Сеид Мухсин ал-Хаким и Абдул-Касим ал-Хои. През 1955 г. за първи път посещава Ливан, запознавайки се с аятолах Абдул-Хюсеин Шарафудин, духовник на шиитската общност. Муса прави добро впечатление на самия аятолах и на всички известни членове на местната общност. След смъртта на аятолах Шарафудин, представители на местната общност изпращат писмо до Садр в Кум с молба да се завърне в Ливан и да стане техен лидер.
Муса ал-Садр се завръща в Ливан през 1959 г. Оттогава той непрекъснато пътува, особено в южната част на Ливан, където се опитва да установи училища и болници, проповядва за намаляване на междурелигиозната омраза и посещава селата на християни и шиити в южен Ливан.

## Върховен съвет на шиитите
През 1965 г. Садр иска създаването на специален съвет за нуждите на шиитските мюсюлмани. След поредица от срещи, с разрешение на президента и парламента, Висшия шиитски съвет е създаден през 1967 г., и през 1969 г., Садр е избран за негов лидер. Първата значима стъпка срещу сектантската борба е фетва на Муса ал-Садр за алауитите от 1973 г., като обявява, че всички вярващи алауити в един Бог са мюсюлмани (дотогава са смятани за еретици).

## Начало на гражданската война
През 1974 г. ал-Садр основава Движението на потиснатите. Той се опитва да спре растежа на вътрешноизповедническата омраза, но дейността му не е коронована с успех, а през пролетта на 1975 г. противоречията се превръщат в гражданска война. Въоръженото крило на Движение на потиснатите, Амал, първоначално участват в боевете срещу ливанския фронт, но тъй като конфликтът започва да придобива все повече и повече религиозен характер, и започва сектантско насилие, ал-Садр настоява за религиозна толерантност и посочва неприемливостта на насилието на религиозна основа. Амал се оттегля от битките на 25 октомври 1976 г., след решение на срещата на върха в Лигата на арабските държави в Кайро да сложи край на конфронтацията в Ливан.

## Изчезване
След началото на втората фаза на гражданската война през пролетта на 1978 г., Муса ал-Садр започва активно да търси начини за разрешаване на конфликта. Той заминава първо за Сирия, а на 25 август 1978 г. с шейх Мохамед Якуб и журналиста Абас Бадудин пристига в Либия за разговори с диктатора Муамар Кадафи. След срещата си с Кадафи на 31 август 1978 г., няма повече новини от тях. Правителството на Либия съобщава, че Муса ал-Садр е заминал за Италия и като доказателство представя личните му вещи, намиращи се в един от римските хотели. Италия отрича това и настоява, че личните вещи на ал-Садр са донесени в хотела от либийските специални служби. Ливанският парламент обвинява Кадафи за отвличането на ал-Садр.
През февруари 1982 г. Хамза Хамие, член на движението „Амал“, се качва на полет Кувейт – Бейрут – Триполи и настоява либийското правителство да изнесе информация за местонахождението на Муса ал-Садр и незабавно да го освободи.
Според Абдул-Муним ал-Хуни, бившия либийски представител в Лигата на арабските държави, Муса ал-Садр е бил застрелян по заповед на Кадафи в затвор близо до град Сабха през 1978 г.. Семейството на ал-Садр обаче вярва, че той все още е жив и е в затвора.